# Francisco Capel
Francisco Capel Serrano (Madrid, 24 de diciembre de 1933 - ibídem, 19 de octubre de 2022) fue un jugador de baloncesto español. Con 1.95 m de estatura, su puesto natural en la cancha era el de pívot.

## Trayectoria
Su primer toma de contacto con el deporte de la canasta fue a los quince años, en el Frente de Juventudes de San Fernando. Dos años después se enrola en el Real Canoe, donde coincide con Carlos Piernavieja, Sendra y Lamela, tres jugadores que acabarían siendo internacionales. Después jugó en el Colegio de Huérfanos de la armada, conocido posteriormente como Hesperia (cinco años), Estudiantes (un año), Real Madrid (dos) y Agromán (tres años). Se retira con 31 años y se dedica a ser entrenador en categorías inferiores.

## Ejemplo de superación
Capel sufrió una grave lesión ocular durante un entrenamiento de España, provocada por su compañero de selección, Guillermo Galíndez. Como consecuencia tuvo pérdida de la visión en el ojo derecho. Este contratiempo no fue un obstáculo para que él llegara a ser veintiséis veces internacional por España y tener una fructífera carrera deportiva.

## Internacionalidades
Fue internacional con España en 26 ocasiones
. Participó en los siguientes eventos:
- Juegos Mediterráneos de 1955: 1 posición.
- Juegos Mediterráneos de 1959: 2 posición.
- Eurobasket 1959: 15 posición.